# جيمس بي. ويتفيلد
جيمس بي. ويتفيلد (بالإنجليزية: James B. Whitfield) هو قاضي ومحامي أمريكي، ولد في 8 نوفمبر 1860 في مقاطعة وين في الولايات المتحدة، وتوفي في 20 أغسطس 1948 في تالاهاسي في الولايات المتحدة.